# Neuville (Maine-et-Loire)
Pour les articles homonymes, voir Neuville.
Neuville est un des deux bourgs composant la commune de Grez-Neuville, en Maine-et-Loire.

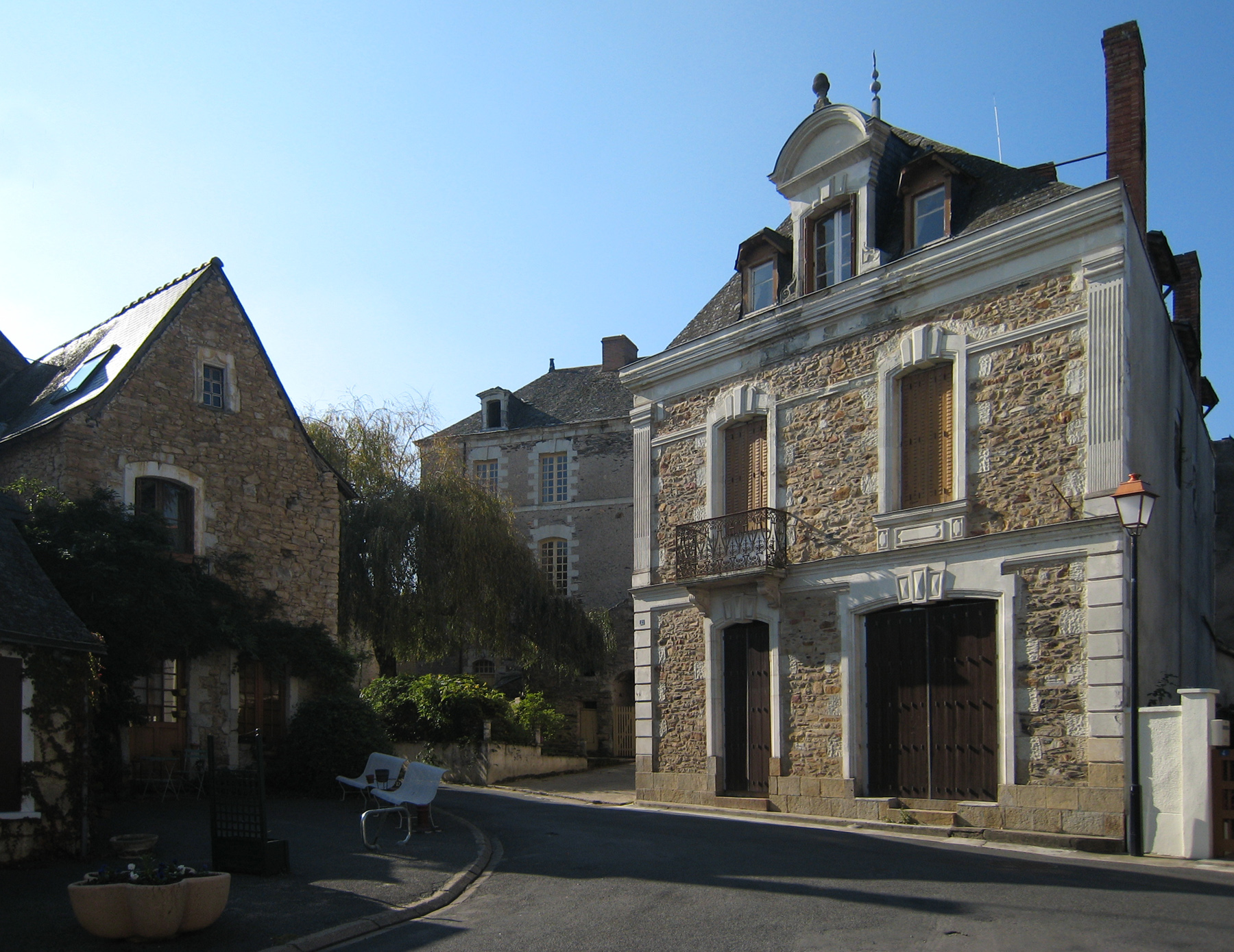
Vieilles maisons de pierres à Neuville

## Lieux et monuments
- L'ancien presbytère du XVIIIe siècle
- Le grand logis du XVIIIe siècle
- L'Aquarelle (exposition de peinture d'avril à décembre)

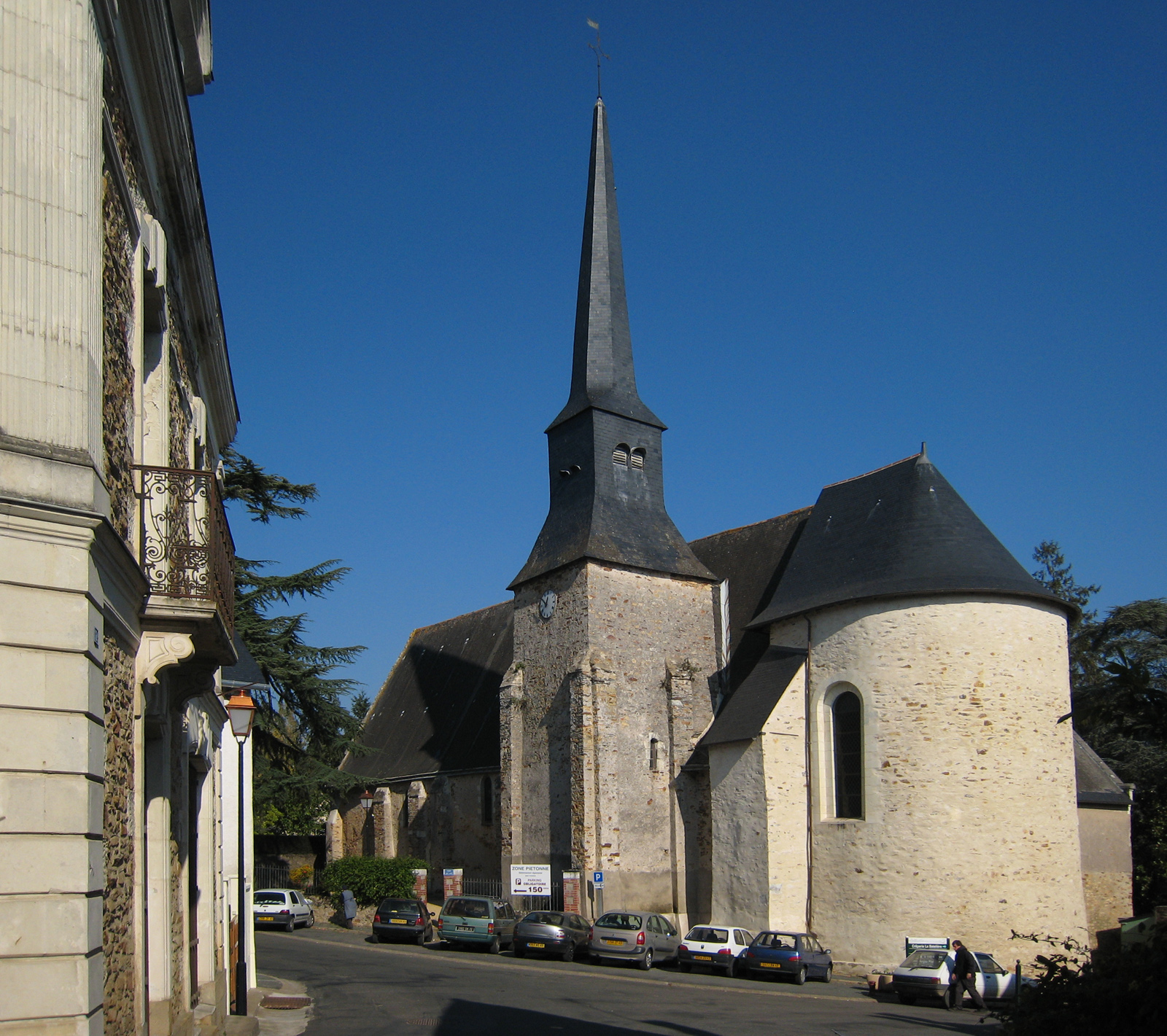
l'église à Neuville

- Le port fluvial